# Lippeverband
La Lippeverband, littéralement « Association de la Lippe », est un organisme public en Allemagne, comparable à l´Agence de l'eau en France, avec des missions plus élargies pour un bassin hydrographique plus limité (le parallèle peut encore être fait avec l´Établissement public territorial de bassin (EPTB) établi plus récemment en France). 
Le siège de la Lippeverband est situé à Dortmund, (Rhénanie-du-Nord-Westphalie/Allemagne). La Lippeverband est responsable de 3 280 km2 du bassin versant de la rivière Lippe, entre la ville de Lippborg en amont jusqu'à son embouchure sur le Rhin à Wesel. Elle dessert 1,4 million de citoyens. Ses missions principales sont le transport des eaux usées, la construction et l´exploitation des stations d´épuration des eaux, la protection contre les inondations, la gestion des eaux souterraines, la gestion des affaissements de terrain causés par l´exploitation minière de la houille, la réhabilitation des rivières et cours d´eau modifiés ainsi que la protection des écosystèmes aquatiques.

## Histoire
La rivière Lippe se caractérise par un bassin versant scindé en deux parties. En amont, à l´est de la ville d´Hamm/Lippborg, s´étend une région à prédominance rurale. En aval de Hamm, le paysage est marqué par l´urbanisation et l´industrialisation. Bien que la Lippe fût en partie navigable à partir de 1820, elle ne put jamais assurer le transport des biens industriels.
Historiquement, une des préconditions qui induisirent ce changement de paysage fut la construction, dans les années 1840, de la première voie ferrée qui permit de connecter les pôles urbains situés au bord du Rhin comme Cologne aux ports et lieux de commerce du fleuve Weser comme Minden, englobant de ce fait Hamm, ville principale de la région Lippe. Par ailleurs, ce chemin de fer contribua au développement de l´industrie du charbon et de l´acier dans le Nord de la Ruhr. L´exploitation intensive de la houille qui débuta au milieu du XIXe siècle dans le bassin de la rivière Emscher se poursuivit au cours des décennies suivantes en direction du nord, atteignant ainsi le bassin de la Lippe. Les conséquences néfastes ne tardèrent pas à se manifester et dès les années 1860, les premiers problèmes d´affaissement de terrain et le drainage d´eaux polluées firent leur apparition dans la région Lippe.
La cité historique de Hamm, ainsi que les villes alors peu urbanisées de Lünen, Haltern et Dorsten situées au bord de la Lippe ou de la Seseke (un de ses affluents principaux) vivent une forte expansion à mesure que l´exploitation de la houille démarrée aux alentours des années 1900 s´établit dans la région. Mais cette industrialisation s´accompagne de problèmes majeurs en termes de qualité de l´eau de la Lippe et de ses affluents avec un impact fort pour les populations urbaines nouvellement implantées. C´est ce qui conduira en 1913 à la constitution de la Sesekegenossenschaft (« Coopérative Seseke » du nom d´un des affluents de la Lippe) suivie quelques années plus tard en 1926 de la création de la Lippeverband (« l´Association Lippe »).
La Sesekegenossenschaft (Coopérative Seseke) fut donc responsable à partir de 1913 de la gestion de l´eau sur le bassin de la rivière Seseke (affluent de la Lippe). Elle constitue le précurseur de la Lippeverband (« Association Lippe ») fondée plus tard, en 1926. Le bassin de la Seseke s´étend sur 319,45 km2 et englobe les villes de Werl, Unna, Bönen, Kamen, Bergkamen, Lünen et la partie Est de Dortmund. Le bassin de la Seseke subit à l´époque les conséquences des affaissements de terrain qui conduisirent à des entonnoirs accumulant les eaux usées, les eaux de ruissellement et les eaux des ruisseaux; une recherche interdisciplinaire de solutions s´imposait. Le modèle de la  Emschergenossenschaft, créée sur le bassin voisin de la rivière Emscher est alors emprunté : la Emschergenossenschaft hébergea dans ses premières années la Sesekegenossenschaft.
En collaboration avec les communes situées sur son territoire, la répartition des responsabilités de drainage des eaux fut définie : les municipalités drainent leur centre-ville, la Sesekegenossenschaft draine les eaux vers la Lippe à partir de points d´interconnexion bien identifiés. L´installation de canalisations d´eaux usées souterraines n´était pas envisageable. En effet, l´activité minière provoquant incessamment de nouveaux affaissements de terrain, une conduite enterrée aurait été constamment sujette à des dégâts matériels importants. De plus, ces dommages auraient induit l´infiltration permanente d´eaux usées dans les nappes phréatiques et les sols. C´est pourquoi la Sesekegenossenschaft (et plus tard la Lippeverband) optèrent d´accroître la capacité de drainage de la région en supprimant les méandres des cours d´eau, en creusant le lit des rivières et ruisseaux, en affublant leurs berges de bétons étanches, en échafaudant des digues et des stations de pompage et en établissant l´épuration des eaux. 
L´ensemble des eaux usées issues de l´industrie, de l´activité minière et des foyers mais aussi les eaux de pluie, les eaux de surface et les eaux naturelles se retrouvent ainsi collectées et drainées par ces nouvelles «canalisations en béton à ciel ouvert». Les coûts furent divisés entre les « usagers » du système Seseke, en fonction du volume et de la charge polluante de leurs eaux usées, du besoin en capacité de drainage ou encore en fonction du lien de causalité entre responsables et dommages (par exemple les compagnies minières).
Des investigations gouvernementales montrèrent par la suite que le système adopté sur le bassin de la Seseke était en mesure de régler les problèmes similaires posés sur l´ensemble du bassin de la Lippe. Ainsi le texte fondateur de la Lippeverband (Lippegesetz) fut officiellement adopté le 19 janvier 1926. La Sesekegenossenschaft fusionne à la nouvelle agence de l´eau Lippeverband.
Afin de compenser les impacts négatifs causés par l´industrie minière qui continuait de croître en direction du Nord, multipliant ainsi les dommages sur le bassin versant de la Lippe, entre Hamm et l´embouchure de la Lippe sur le Rhin près de Wesel, de nombreuses mesures sont mises en place. Des digues sont construites pour assurer la protection contre les inondations, des installations de traitement des eaux usées et des stations de pompage s´avèrent nécessaires au fonctionnement du système Lippe.

### Développements récents
À partir des années 1970, la pollution de l´eau jouant jusqu´alors un rôle limité dans le débat public commence à être prise en compte dans les politiques environnementales ; tendance qui s´intensifie au cours des décennies suivantes. Les normes environnementales imposées au niveau national mais surtout au niveau européen conduisent à mettre en place de nombreux efforts en faveur de l´amélioration des conditions naturelles. De sorte que des réalisations exemplaires peuvent être citées, comme la reconnaissance de sites dans le bassin de la Lippe par la directive habitats faune flore,.
Le sous-bassin versant de la rivière Seseke a en particulier bénéficié d´une complète restauration de son système hydraulique. À la suite du déclin du charbon amorcé dans les années 1960, de nombreuses mines voient leur activité péricliter, permettant ainsi aux problèmes d´affaissement de terrain de s´estomper. La Lippeverband, forte de ses membres administratifs, politiques et industriels décident alors de redonner au système hydraulique de la Seseke un deuxième état naturel– une restauration telle qu´avant l´industrialisation n´étant plus possible. Ainsi entre 1980 et 2012, quatre stations de traitement des eaux sont construites, à Bönen, Kamen, Dortmund-Scharnhorst et Lünen. Une canalisation d´eaux usées souterraine, longue de 75 km et entièrement neuve est mise en place. Elle permet ainsi de restaurer 73 km de cours d´eau, jusqu´alors emprisonnés dans du béton et transporteurs d´eaux usées, en une ceinture paysagère et écologique.
Satisfaire la demande en eau de qualité est une préoccupation constante de la Lippeverband. Bien que la Lippeverband ne soit pas chargée de la production d´eau potable, certains cours d´eau de son bassin versant sont utilisés par Gelsenwasser  pour l´eau potable. Ainsi, pour continuer d´améliorer la qualité des eaux rejetés en rivière, la Lippeverband a initié, avec le soutien d´un réseau de partenaires européens, la construction  et l´exploitation de stations de traitement des eaux utilisant des technologies avancées, spécialement dédiées à la réduction de l´impact environnemental des produits pharmaceutiques et de soins, en provenance des eaux usées domestiques ou hospitalières,.
D´autres initiatives tentent d´apporter des réponses aux défis posés par le changement climatique. En complémentarité, des artistes et architectes paysagers sont associés dans des projets de valorisation et de communication des récents changements écologiques survenus dans la région. Peuvent être cités par exemple des projets mis en œuvre dans le cadre de la capitale culturelle européenne Ruhr.2010 ou des projets comme « Über Wasser gehen » («aller sur l´eau»), une initiative commune aux villes de Lünen, Bergkamen, Kamen, Bönen, Unna, Dortmund, le district d´Unna, l´association régionale Ruhr et l´organisation Urbane Künste Ruhr.

## Champ de compétences
La Lippeverband n´est pas « propriétaire » de la rivière Lippe, la Lippe étant, par analogie avec le droit de la gestion des cours d'eau en France, un cours d´eau domanial de l´Allemagne. Cette situation est commune pour les cours d´eau qui autrefois étaient utilisés pour la navigation fluviale et qui était alors propriété de l´État, dans ce cas sous la responsabilité du Land Rhénanie du Nord-Westphalie. Cela a pour conséquence que le ministère de l´environnement est le financeur des mesures de protection de la nature menées par la Lippeverband sur le lit ou les berges de la rivière Lippe. Les travaux menés sur les affluents de la Lippe, ou encore ceux liés à la gestion des eaux usées et autres sont eux, en revanche, financés par les municipalités adjacentes, les entreprises, les industries et compagnies minières impliquées ; la Lippeverband en assurant la réalisation.
Les responsabilités et missions de la Lippeverband sont définies comme ci-dessous dans le texte de la « loi Lippe » (Lippegesetz), adopté le 19 janvier 1926, modifié dans le texte « Loi Lippeverband » (Gesetz über den Lippeverband (LippeVG)):
1. Régulation de l´écoulement des eaux et sécurisation des débits de crues des cours d´eau superficiels dans le bassin versant ;
2. Entretien des cours d´eau superficiels et des installations fonctionnelles connexes ;
3. Restauration écologique des cours d´eau superficiels modifiés ;
4. Régulation du niveau des eaux souterraines ;
5. Prévention, réduction, élimination et compensation des changements défavorables, survenus ou à venir, influant le niveau des eaux souterraines, en particulier ceux induits par l´extraction minière de la houille ;
6. Traitement des eaux usées conformément aux exigences de la loi sur l´eau du Land ;
7. Gestion des déchets produits lors de l´exécution des missions de l´association ;
8. Prévention, réduction, élimination et compensation des changements défavorables, survenus ou à venir, des eaux superficielles, ayant pour origine les rejets d´eaux usées ou tout autre causes ;
9. Recensement des conditions hydrographiques du bassin, nécessaires à la réalisation des tâches de l´association ;
10. Approvisionnement et mise à disposition d ´eau pour la production d´eau potable et industrielle, de même que pour l´utilisation de l´énergie hydraulique.

La Lippeverband forme avec la Emschergenossenschaft, coopérative établie en 1899 pour la gestion du bassin versant voisin de la rivière Emscher, un groupement administratif. Pour mener à bien leurs missions, les deux organismes emploient plus de 1 500 personnes. Ensemble, les deux «agences de l´eau» forment la plus grande entreprise de gestion des eaux usées en Allemagne.

## Fonctionnement
Les agences de l´eau en Rhénanie du Nord-Westphalie sont des corporations de droit public, fonctionnant sur la base de partenariats publics-privés en tant qu´institutions à but non lucratif.
La Lippeverband, conjointement à la Emschergenossenschaft, a une administration régie par un bureau de trois directeurs, chacun étant élus pour une durée de cinq années. Ces élections ont lieu au cours de l´assemblée générale annuelle, par des représentants des membres suivants :
- Le Land Rhénanie du Nord-Westphalie,
- 45 municipalités ;
- 107 entreprises commerciales et industrielles ou établissements de services ;
- 4 compagnies minières.

Le nombre de représentants par membre dépend du nombre de citoyens pour les 45 municipalités; pour les entreprises, établissements et compagnies minières, ce nombre est fonction du volume d´eaux usées rejetées.
L´autorité de contrôle de la Lippeverband est le Ministère de la Protection du Climat, de l´Environnement, de l´Agriculture, de la Protection de la Nature et du Consommateur du Land Rhénanie du Nord-Westphalie (MKULNV). Si les «agences de l´eau» allemandes bénéficient d´une certaine autonomie en termes de gestion financière et interne, elles restent en revanche soumises aux procédures de permis de construire et à l´ensemble des règlementations sur l´eau. 

## Bassin versant
Avec une longueur totale de 220 km, la rivière Lippe est gérée par la Lippeverband uniquement sur les 147 km s´écoulant entre les villes de Lippborg et Wesel (environ 3 280 km2 des 4 890 km2 totaux du bassin versant).
L´amendement à la «Loi Lippeverband» ((LippeVG) de 1990 étend les missions de la Lippeverband aux sous-bassins versants des affluents du Rhin proches de l´embouchure de la Lippe (Mommbach, Stollbach, Langhorster Leitgraben, Lohberger Entwässerungsgraben, Bruckhauser Mühlenbach, Rotbach). Par ailleurs, en raison de la progression de l´exploitation de la houille en direction du Nord, la Lippeverband reçoit les compétences liées à la compensation des impacts créés par l´activité minière pour les bassins miniers situés sur les communes de Ahlen, Ascheberg, Beckum, Drensteinfurt, Ennigerloh, Raesfeld et Sendenhorst.

## Chiffres-clés[11]
- Membres de la Lippeverband (nombre): 157
- Bassin versant (superficie): 3 280 km2
- Nombre d´habitants: env. 1,39 million.
- Cours d´eau (longueur): 396 km (Lippe: 147 km)
- Canalisations d´eaux usées (longueur): 120 km
- Digues (longueur): 76,13 km (Lippe 32,61 km)
- Stations de traitement des eaux usées (nombre): 50 (2,3 millions d´équivalent-habitants)
- Stations de pompage (nombre): 130
- Part du bassin versant drainé artificiellement (terres basses): 15,7%
- Plaine inondable (nombre): 34